# لشکر سی‌ام پیاده‌نظام (ورماخت)
لشکر سی‌ام پیاده‌نظام (به آلمانی: 30. Infanterie-Division) یکی از لشکرهای پیاده‌نظام نیروی زمینی آلمان در دوره رایش سوم بود که در جنگ جهانی دوم به عملیات پرداخت.

## تاریخچه عملیاتی

### لهستان
در جریان نبرد لهستان لشکر سی‌ام پیاده‌نظام به فرماندهی سرلشکر کورت فن بریزن به عنوان بخشی از ارتش هشتم در جناح چپ گروه ارتش جنوب روز ۹ سپتامبر سال ۱۹۳۹ مورد ضد حمله ارتش پوزنان لهستان قرار گرفت. این لشکر در این موضع به تنهایی با سه لشکر پیاده‌نظام و دو تیپ سواره‌نظام دشمن مواجه بود. لهستانی‌ها در این قسمت برتری عددی سه به یک داشتند.